# Janine Cophignon
Janine Cophignon, née Janine Kroehner le 30 juillet 1930 à Paris et morte dans la même ville le 18 mai 2019, est une neuropsychiatre, psychothérapeute et psychanalyste française.

## Biographie
Janine Cophignon, après ses études secondaires au lycée Jules Ferry à Paris, son doctorat en médecine et sa spécialisation en psychiatrie, exerce d'abord longtemps en tant que neuropsychiatre des hôpitaux, puis poursuit une carrière de psychothérapeute en milieu institutionnel (hôpital de jour de la MGEN, dispensaires de secteur).
Formée à la psychanalyse auprès, notamment, de Francis Pasche, Michel de M'Uzan et Christian David, et étant devenue membre adhérente en 1978 de la Société psychanalytique de Paris, elle l'exerce alors en cabinet libéral jusqu'au tournant des années 2000.
Après des publications consacrées aux psychanalystes Wilhelm Reich, Ronald Laing et Donald Winnicott, Janine Cophignon contribue durant une décennie (1978-1988) à l'étude des processus inconscients de la création artistique chez les peintres symbolistes ou surréalistes Odilon Redon (chez qui le passage des "noirs" vers une peinture riche en couleurs a lieu après le décès de la mère), Paul Delvaux (où elle s'attache à déchiffrer "la triade" constitutive de "son univers : la femme, le miroir et la mort"), Hans Bellmer  et Pierre Molinier (dont elle interprète le fétichisme comme « l'affirmation répétée et rassurante d'une identité toujours menacée »), ainsi que chez le poète romantique Gérard de Nerval.
Psychothérapeute clinicienne, elle explore d'autre part, avec l'écrivain et psychothérapeute Max Guedj, les voies d'une "double thérapie" où puisse s'articuler de manière systémique le psychique et le somatique, en associant, au bénéfice du bien-être du patient, une "cure de relaxation" à la "cure de parole" psychanalytique. L'ouvrage est salué en 1988 par le Dr. Pierre-François Chanoît (président de l'Association française de psychiatrie et de psychopathologie sociales, directeur de l'Institut Marcel Rivière) pour sa rigueur clinique et la pertinence de ses réponses thérapeutiques.
Par ailleurs membre à partir des années 1990, puis secrétaire générale, de la Fondation droit animal, éthique et sciences (LFDA) où elle travaille aux côtés de Theodore Monod et de Jean-Claude Nouët, Janine Cophignon se consacre à l'examen de la construction, par le truchement du jeu, des relations de l'enfant à l'animal. Voie d'apprentissage social et de respect du Vivant, celles-ci peuvent contribuer, comme le relève à partir de cette réflexion le neurobiologiste et philosophe Georges Chapouthier, à "amener l'enfant, par des règles éducatives, à respecter la vie d'autrui" à l'instar de la sienne.
Toujours concernant cette analyse des relations entre l'humain et l'animal, elle conduit une méditation anthropologique sur la vision humaine de l'animal face la mort inspirant directement la réflexion de vétérinaires sur la fin de vie des animaux de compagnie.
En tant que peintre, enfin, liée d'amitié avec des artistes plasticiens comme Anne Meyer, Edouard Righetti ou Kristine Tissier, elle participe durant les années 1980 à 2000 à plusieurs Salons de l’Association des peintres médecins  alors présentés à l'ancienne faculté de médecine de Paris.

## Publications
- L'enfant et sa famille. "L'enfant et l'adulte, les premières relations" par D. W. Winicott, Revue française de psychanalyse tome XXXVI n°1, Paris, 1972
- "L'équilibre mental, la folie et la famille", par D. Laing et A. Esterson, Revue française de psychanalyse tome XXXVI n°4, Paris, 1972
- "L'Irruption de la morale sexuelle", par Wilhelm Reich, Revue française de psychanalyse tome XXXVII n°4, Paris, 1973
- Couleur et créativité. Quelques réflexions sur l'œuvre d'Odilon Redon, Revue française de psychanalyse tome XLII n°2, Paris, 1978
- Quelques remarques sur le fétichisme : la poupée dans l'œuvre de Pierre Molinier et de Hans Bellmer, Revue française de psychanalyse tome XLIII n°4, 1979
- Figures féminines dans l'œuvre de Gérard de Nerval. Tentative de reconstruction de l'image maternelle, Revue française de psychanalyse tome XLIV n°1, Paris, 1980 ; réed. Bulletin de psychologie, "Psychologie de l'art", t. 1, XLVI, 1993
- Double thérapie. Psychanalyse et corps (en collaboration avec M. Guedj), Préface du Dr. P.-F. Chanoit, Editions ESF, Paris, 1988, 124 p.
- Miroirs et fantasmes dans l'œuvre de Delvaux, Miroirs, Visages et Fantasmes, Editions Césura, Mézieu, 1988 ; réed. 2015
- Le jouet, l'enfant, l'animal, Editions LFDA, Paris, 1999 ; réed. 2007, 98 p.
- L'animal et la mort, Bulletin de la LFDA n°37, Paris, 2002 ; réed. revue Droit Animal, Ethique et Sciences n°97, Paris, 2018